# Brunellia grandiflora
Espèce
Classification phylogénétique
Statut de conservation UICN

 NT  : Quasi menacé
Brunellia grandiflora est une espèce de plante du genre Brunellia de la famille des Brunelliaceae.